# Mycodrosophila dudleyi
Mycodrosophila dudleyi är en tvåvingeart som beskrevs av Chassagnard och Tsacas 1997. Mycodrosophila dudleyi ingår i släktet Mycodrosophila och familjen daggflugor.
Artens utbredningsområde är Malawi. Inga underarter finns listade i Catalogue of Life.